# Hotel Unique
}}
El Hotel Unique es un hotel de cinco estrellas ubicado en el barrio de Jardim Paulista, en la ciudad de São Paulo, Brasil. Es muy conocido por su osada arquitectura en forma de barco que alberga 95 apartamentos de los que 10 son suites. En su terraza se encuentra el restaurante Skye.
La arquitectura del edificio destaca aún más con sus enormes ventanas circulares  que dan una visión panorámica de la zona de Jardins.